# ادريانو مونوز
ادريانو مونوز (بالبرتغالية: Adriano Afonso Thiel Munoz‏) هو لاعب كرة قدم برازيلي في مركز الهجوم، ولد في 23 يوليو 1978 في Itapiranga, Santa Catarina ‏ في البرازيل. لعب مع ترومسو إيدريتسلاغ وميبا ونادي أوربرو ونادي ساندفيورد ونادي كروزيرو ونادي لاجيادينزي.

## وصلات خارجية
- ادريانو مونوز على موقع اتحاد السويد (السويدية)
- ادريانو مونوز على موقع قاعدة بيانات كرة القدم.إي يو (الإنجليزية)
- ادريانو مونوز على موقع Soccerway.com (الإنجليزية)